# Jean-Hugues Malineau
Jean-Hugues Malineau, né le 7 novembre 1945 à Paris et mort le 9 mars 2017 à Suresnes, est un éditeur et poète français.

## Biographie

### Jeunesse et formation
Né à Paris, Jean-Hugues Malineau a passé sa jeunesse entre la Charente Maritime et la banlieue parisienne (Courbevoie) ; il a relaté quelques-uns de ses souvenirs d'enfance à Rochefort et Fouras dans Charentes Intérieures. De l'arrière pays au grand large, publié en 1981 aux éditions Clancier Guénaud.
Après des études de lettres modernes, il soutient une maîtrise sur deux recueils de jeunesse de Pierre Emmanuel (Tombeau d'Orphée (1941) et Le Poète fou (1944)). Mais c'est grâce aux écrits de René Char, que Jean-Hugues Malineau trouve sa vocation de poète. 

### Années 1970
De 1968 à 1975, il vit avec son épouse à Asnières et travaille dans l'enseignement en tant que maître-auxiliaire dans des collèges et des lycées, en militant pour la pratique de la poésie. Il assume en parallèle une charge de cours en poésie contemporaine à l'université de Nanterre de 1971 à 1974. À partir de 1971, il « stimule l'éveil et la curiosité » de ses élèves de 6e et de 5e, en présentant leurs créations. Ensuite, il crée un jeu de prose à la manière du Cadavre exquis, en déclinant des objets du recueil Le Parti pris des choses de Francis Ponge. 
En 1975, il publie à l’École des loisirs un boitiers de fiches de jeux de langage et d'écriture destiné aux enfants : Des jeux pour dire, des mots pour jouer.
En 1970, avec son beau-père Yves Sandre et son ami Jean-Noël Ségresta, ils lancent la revue Commune mesure, qui accueille des poèmes et des dessins d'enfants, mais aussi des textes d'auteurs comme Eugène Guillevic et Andrée Chedid. Le 10e et dernier numéro de la revue Commune Mesure paraît en 1974. 
Au milieu des années 1970, il apprend la typographie à l'école Estienne, où il rencontre Christian Laucou et Dominique Autié, acolytes qui participent à l'aventure des éditions Commune Mesure.
Il commence à écrire de la poésie dans les années 1970, après la naissance de sa fille.
Depuis 1976, il a publié en tant qu'éditeur artisanal 120 livres de poésie contemporaines sur presse à bras. Le recueil Ma Petite fille, édité par Commune Mesure en 1979 (réédité en 2004 à 45 exemplaires avec six gravures de Jean-Charles Rousseau), préfigurant les haïkus auxquels il consacrera une partie de son activité poétique.
En 1976, Jean-Hugues Malineau reçoit le prix de Rome en littérature. Il arrête alors son activité d'enseignant pour se consacrer pleinement à l'écriture, l'édition, la bibliophilie et plus tard le livre pour enfants. 

### Années 1980 et 1990
Il a obtenu en 1986 le prix « Guy Lévis Mano » de typographie et de poésie, pour l'ouvrage Quatre fois la solitude illustré par des gravures de  Jean Coulon.
Il fonde l'association Vivre le livre qui, de 1991 à 1997, organise des animations et démonstrations des techniques artisanales du livre dans des festivals culturels et au sein d'établissements scolaires.
De 1981 à 1990, il dirige L’Ami de poche, collection de romans pour enfants et adolescents éditée par Casterman, où il fait rééditer des auteurs oubliés aux côtés d'auteurs contemporains inconnus, faisant appel à de grands noms de la bande-dessinée comme Enki Bilal, ou Jacques Tardi pour les illustrer.
En février 1993, le n°135 de la revue Griffon lui est consacré. La même année, il devient membre conseil d'administration de la Charte des auteurs et illustrateurs jeunesse avant de présider l'institution de 1996 à 2001[réf. souhaitée]. 
À partir de 1995, il multiplie les conférences et les expositions élaborées à partir de sa bibliothèque personnelle, concernant la poésie et l'histoire du livre pour enfants (Père Castor, L'enfant et la guerre de 14-18), et participe en 2013 à l'exposition Drôle de jouets, André Hellé ou l'art de l'enfance au musée du jouet de Poissy. 
Il a fondé avec Béatrice Michielsen et Jacques Desse l'association des amis d'André Hellé.

### Années 2000 et 2010
À partir de 2004, il est également professeur à l'école d’arts graphiques Émile-Cohl de Lyon (École Émile-Cohl), où il enseigne l'histoire de l'illustration du livre pour enfants. Il continue alors à intervenir dans des écoles et des collèges pour faire découvrir la poésie aux plus jeunes,.
En quarante ans de carrière, Jean-Hugues Malineau a publié plus d'une centaine de titres de poésie contemporaine chez des éditeurs notoires, tels Grasset, Gallimard, Hachette, L'École des loisirs ou Actes Sud. 
Il est également l'auteur d'histoires et de contes (Trois histoires pour aller dormir, Trois histoires quand j'étais petit, Tom et la tempête), d'albums documentaires (J'ai sauvé une marmote,  Campagnols et champignons, Ouek Ouek au secours) et d'un roman pour adolescents, La Tue Mouche, illustré par Georges Lemoine, qui est devenu son ami.
Il meurt le 9 mars 2017 à Suresnes à l'âge de 71 ans et est inhumé au cimetière de Saint-Angeau,.

## Œuvres
- Poésie pour de vrai, L'École des loisirs, 1er janvier 1979 (ISBN 978-2-211-57649-9)
- avec Mireille Dupouy, Charentes intérieures : De l'arrière pays au grand large, éditions Clancier-Guénaud, 31 décembre 1980 (ISBN 978-2-86215-016-1)
- Trois histoires quand j'étais petit, L'École des loisirs, 1er janvier 1982, 60 p. (ISBN 978-2-211-08516-8)
- Trois histoires pour aller dormir, L'École des loisirs, 1er janvier 1982 (ISBN 978-2-211-08621-9)
- L'écriture avant la lettre, L'École des loisirs, 1er janvier 1989 (ISBN 978-2-211-57528-7)
- Les couleurs de mon enfance, L'École des loisirs, 12 mai 1993, 29 p. (ISBN 978-2-211-04194-2)
- Petits haïkus des saisons, L'École des loisirs, 16 avril 1996, 29 p. (ISBN 978-2-211-03925-3)
- Paroles du Japon : haïkus, Albin Michel Jeunesse, 20 mars 1997, 53 p. (ISBN 978-2-226-08966-3)
- Dix dodus dindons, Albin Michel Jeunesse, 27 mars 1997, 30 p. (ISBN 978-2-226-08996-0)
- avec Patrick Morin, Campagnols et champignons, L'École des loisirs, 14 août 1997, 37 p. (ISBN 978-2-211-04293-2)
- L'enfant qui retrouva le sourire, Albin Michel Jeunesse, 2 septembre 1999, 41 p. (ISBN 978-2-226-10200-3)
- avec Véronique Deiss, Les charades, Albin Michel Jeunesse, 1er octobre 1999, 24 p. (ISBN 978-2-226-10202-7)
- Fantastigre, éditions Magnard, 15 octobre 1999, 47 p. (ISBN 978-2-210-98011-2)
- De mémoire de petit garçon, éditions Lo Pais, 27 mai 2000, 30 p. (ISBN 978-2-910998-32-5)
- avec Christian Pieroni, Trente haïku rouges ou bleus, Editions Pluie d'étoiles, 1er août 2000, 48 p. (ISBN 978-2-913056-07-7)
- Qui que quand quoi la poésie, Milan, 30 août 2000, 62 p. (ISBN 978-2-7459-0108-8)
- avec Joëlle Brière, Les goûts de mon enfance, éditions de l'Envol, 1er janvier 2001, 34 p. (ISBN 978-2-910861-22-3)
- J'ai sauvé une marmotte (ill. Patrick Morin), L'École des loisirs, 10 mai 2001, 30 p. (ISBN 978-2-211-05930-5)
- Ma famille en comptines (ill. Frédérick Mansot), Actes Sud, 30 juin 2001, 80 p. (ISBN 978-2-7427-3067-4)
- avec Louis Dunoyer de Segonzac (ill. Claude Lapointe), Comptines de ma grand-mère, Actes Sud, 30 juin 2001, 80 p. (ISBN 978-2-7427-3066-7)
- Drôles de poèmes : Pour les yeux et les oreilles (ill. Emmanuel Kerner), Albin Michel Jeunesse, 4 janvier 2002, 40 p. (ISBN 978-2-226-11859-2)
- Trois poètes vous invitent au cirque, L'École des loisirs, 27 mars 2002, 29 p. (ISBN 978-2-211-06627-3)
- Les Arbres et leurs Poètes, Actes Sud, 22 avril 2002, 57 p. (ISBN 978-2-7427-3751-2)
- Le Rhube du crabe (ill. Gaëtan Dorémus), Albin Michel Jeunesse, 2 octobre 2002, 40 p. (ISBN 978-2-226-12944-4)
- Chats chauds, chiens choux (ill. Marie Michel), Albin Michel Jeunesse, 2 octobre 2002, 40 p. (ISBN 978-2-226-12945-1)
- avec Dominique Maes, Les Chats-mots, Albin Michel Jeunesse, 5 mars 2003, 34 p. (ISBN 978-2-226-14059-3)
- Comptines à croquer à belles dents, Actes Sud, 22 mai 2003, 33 p. (ISBN 978-2-7427-4346-9)
- Premiers poèmes pour toute ma vie, Milan, 5 septembre 2003, 120 p. (ISBN 978-2-7459-1119-3)
- Pas si bêtes les animaux (ill. Willi Glasauer), L'École des loisirs, 3 octobre 2003, 38 p. (ISBN 978-2-211-07139-0)
- avec Lolmède, Ton porc te ment tôt : Le trésor des poèmes pour rire, Albin Michel Jeunesse, 1er septembre 2004, 35 p. (ISBN 978-2-226-15042-4)
- avec Alex Langlois, Mes premières charades, Albin Michel Jeunesse, 31 août 2005, 35 p. (ISBN 978-2-226-14931-2)
- 100 comptines à plumes et à poils, Albin Michel Jeunesse, 1er mars 2006, 173 p. (ISBN 978-2-226-14949-7)
- La Tue-Mouche, Nantes, Gulf Stream Éditeur, 19 octobre 2006, 109 p. (ISBN 978-2-909421-65-0)
- avec Jean-Charles Rousseau, Dodo fourrure, Bayard Jeunesse, 19 octobre 2006, 160 p. (ISBN 978-2-7470-2123-4)
- avec Bénédicte Gaillard et Denys Prache (ill. Bruno Salomone), 500 questions-réponses sur les mots : Un livre-jeu pour toute la famille ! 1 à 6 joueurs, Paris, Albin Michel Jeunesse, 25 octobre 2006, 100 p. (ISBN 978-2-226-14396-9)
- avec Michel Boucher, Tom et la Tempête, éditions du Rocher, 26 octobre 2006, 25 p. (ISBN 978-2-268-05983-9)
- Mille ans de poésie (ill. Judith Gueyfier et Muriel Kerba), Toulouse, Milan, 15 février 2007, 480 p. (ISBN 978-2-7459-2560-2)
- Premiers poèmes à travers champs, Toulouse, Milan, 1er mars 2007, 117 p. (ISBN 978-2-7459-2019-5)
- avec Pierre Caillou, Proverbes et dictons farfelus : Ail pour ail, gousse pour gousse, Paris, Albin Michel Jeunesse, 29 août 2007, 37 p. (ISBN 978-2-226-17379-9)
- Premiers poèmes avec les animaux, Toulouse, Milan, 6 septembre 2007, 120 p. (ISBN 978-2-7459-2639-5)
- avec Marguerite Perdriault, Anne Chotin, et Claire Delbard, Écritures sans frontières, INS HEA, 1er février 2008 (ISBN 978-2-912489-76-0)
- Dis, maman... (ill. Jean-Charles Rousseau), Paris, Bayard Jeunesse, 2 mai 2008, 14 p. (ISBN 978-2-7470-2489-1)
- avec Jean-Charles Rousseau, Nativité, Paris, Bayard Jeunesse, 23 octobre 2008, 12 p. (ISBN 978-2-7470-2731-1)
- avec Jean-Charles Rousseau, Tout toutou : Un livre animé, Paris, Albin Michel Jeunesse, 30 septembre 2009, 16 p. (ISBN 978-2-226-19184-7)
- Les charades et les chats-mots (ill. Véronique Deiss et Dominique Maes), Paris, Albin Michel Jeunesse, 6 janvier 2010, 701 p. (ISBN 978-2-226-19345-2)
- Dix dodus dindons et quatre coqs coquets : Le trésor des virelangue (ill. Pef et Geneviève Ferrier), Paris, Albin Michel Jeunesse, 6 janvier 2010, 93 p. (ISBN 978-2-226-19346-9)
- Dis-moi si tu m'aimes : Poèmes d'amour, poèmes d'amitié (ill. Julia Wauters), Toulouse, Milan, 18 mars 2010, 64 p. (ISBN 978-2-7459-3602-8)
- avec Gwénola Carrère, Mon livre de comptines : À dire, à lire et à inventer, Paris, Albin Michel Jeunesse, 29 septembre 2010, 61 p. (ISBN 978-2-226-18964-6)
- avec Janik Coat, Mon livre de Haïkus : À dire, à lire et à inventer, Paris, Albin Michel Jeunesse, 29 février 2012, 61 p. (ISBN 978-2-226-23890-0)
- Dis, papa... (ill. Jean-Charles Rousseau), Paris, Bayard Jeunesse, 22 mars 2012, 15 p. (ISBN 978-2-7470-3914-7)
- avec Pef, Quand les poètes s'amusent, Paris, Albin Michel Jeunesse, 5 mars 2014, 61 p. (ISBN 978-2-226-18008-7)